# Louis R. Harlan
Louis Rudolph Harlan (13 juillet 1922 - 22 janvier 2010) est un historien universitaire américain qui a écrit une biographie en deux volumes de l'éducateur et leader social afro-américain Booker T. Washington et édité plusieurs volumes de documents de Washington. Il remporte le prix Bancroft en 1973 et 1984, une fois pour chaque volume, et le Prix Pulitzer de la biographie ou de l'autobiographie en 1984 pour le deuxième volume,,.

## Jeunesse
Harlan est né dans le comté de Clay, dans le Mississippi, près de la petite ville de West Point. Quand il a trois ans, son père étant financièrement incapable de conserver sa ferme, la famille s'installe dans une autre petite ville, Decatur, en Géorgie. Au début de la Seconde Guerre mondiale, alors qu'il est étudiant en histoire à l'université Emory voisine, Harlan s'enrôle dans la marine et, après avoir obtenu son diplôme (BA, 1943) entre à l'école d'aspirant en 1943. En tant qu'officier sur une péniche de débarquement d'infanterie, il participe au Débarquement de Normandie ainsi qu'aux débarquements ultérieurs dans le sud de la France. À la suite du Jour de la Victoire en Europe, il est affecté à l'atoll d'Enewetak dans les Îles Marshall, en prévision de l'invasion prévue du Japon. Plus de cinquante ans plus tard, il publie ses mémoires de guerre de 1996, All at Sea: Coming of Age in World War II, publiés par University of Illinois Press. Démobilisé en 1945, avec le grade de lieutenant, il retourne à l'étude de l'histoire, obtenant une maîtrise à Vanderbilt (1948) et un doctorat à l'Université Johns-Hopkins (1955) où, après avoir entendu une présentation de l'historien afro-américain John Hope Franklin, il décide de faire des relations raciales dans le Sud son principal domaine d'activité. À Johns-Hopkins, Harlan est l'élève de C. Vann Woodward.

## Historien de Booker T. Washington
En 1958, sudiste blanc pendant les premières années du mouvement des droits civiques, Louis Harlan publie son premier livre, Separate and Unequal: Public School Campaigns and Racism in the Southern Seaport States, 1901–1915. Après avoir été professeur agrégé à l'East Texas State Teachers College et à l'Université de Cincinnati, il devient, en 1965, professeur d'histoire à l'Université du Maryland, avec un accès facile à la collection de documents laissés par Booker T. Washington. Au cours des deux décennies suivantes, il continue à travailler sur la biographie de Washington, tout en éditant, avec un autre historien de Washington, Raymond W. Smock, les journaux de Washington, qui sont publiés sur une période de quatorze ans, entre 1972 et 1988. atteignant quatorze volumes.
Les deux volumes de la biographie, publiés à onze ans d'intervalle, reçoivent les éloges des universitaires et des historiens.
Au cours de sa carrière, Louis R. Harlan est également président de la Société américaine d'histoire, de l'Organisation des historiens américains et de la Southern Historical Association. Il prend sa retraite en 1992 et passe les années suivantes à terminer ses mémoires de guerre. Atteint de la maladie de Crohn, il est décédé à Lexington, en Virginie, à l'âge de 87 ans.

## Prix
- 1984, Prix Pulitzer de la biographie ou de l'autobiographie pour Booker T. Washington, volume 2 [4]
- 1973 et 1984[8], Prix Bancroft, pour Booker T. Washington, volumes 1 et 2
- Beveridge Award pour ses livres sur Booker T. Washington

## Travaux
- Booker T. Washington: the Making of a Black Leader, 1856–1901, Oxford University Press, 1972
- Booker T. Washington: the Wizard of Tuskegee, 1901–1915, Volume 2, Oxford, 1983 (ISBN 978-0-19-503202-4)

- Booker T. Washington in Perspective: Essays of Louis R. Harlan, University Press of Mississippi, 2006 (ISBN 978-1-57806-928-6, lire en ligne)
- Harlan, Louis R. "Sympathy and Detachment: Dilemmas of a Biographer." Conspectus of History 1.1 (1974): 29–36